# Hội nghị UFO Quốc gia
Hội nghị UFO Quốc gia (tiếng Anh: National UFO Conference, viết tắt NUFOC) à một hội nghị thường niên được tổ chức tại Hollywood, California. Hội nghị có trụ sở tại San Diego, California. NUFOC là hội nghị hoạt động lâu nhất tại Mỹ chuyên thuyết trình thông tin về hiện tượng UFO.

## Lịch sử
NUFOC do James W. Moseley thành lập vào năm 1964 tại Cleveland, Ohio, Mỹ. Hội nghị này còn nhận được sự hỗ trợ từ những nhà nghiên cứu khác bao gồm Rick Hilberg và Al Manak từ Cleveland và Al Greenfield từ Atlanta.
Năm 2004, Moseley thôi giữ chức Chủ tịch Thường trực của NUFOC và Lisa Davis đảm nhận chức Giám đốc Điều hành. Năm 2004, Davis quyết định giữ NUFOC ở lại Hollywood vì tin rằng việc mở rộng liên hệ trong cộng đồng giải trí sẽ hỗ trợ rất nhiều trong việc nâng cao nhận thức của công chúng về hiện tượng này. Một trong những mục tiêu của Davis là đưa kịch bản UFO và hiện tượng người ngoài hành tinh bắt cóc vào nhận thức cộng đồng một cách chuyên nghiệp và thiết thực.
Davis được xem là nhân vật hoạt động rất tích cực trong lĩnh vực UFO học kể từ năm 1997. Năm 2000, cô tự gầy dựng quỹ nghiên cứu mang tên The Foundation For Abductee Research and Support nhằm hỗ trợ trực tuyến và cung cấp thông tin cho những nhân chứng vô tình bị người ngoài hành tinh bắt cóc rồi thả về nơi cũ. Năm 2003, Davis tham dự Hội nghị UFO Quốc gia ở Los Angeles và nhanh chóng trở nên tích cực trong việc hỗ trợ Moseley lập kế hoạch cho hội nghị năm 2004. Năm 2004, Davis chấp nhận lời đề nghị của Moseley ra làm chủ tịch thường trực mới của NUFOC. Cô liên tiếp chủ trì NUFOC năm 2004 và 2005 cho đến khi từ nhiệm vì chẳng còn hứng thú về đề tài này nữa.
Davis từng được tạp chí FATE phỏng vấn qua bài viết nhan đề "Looking Ahead: UFO Trends for 2006" (Nhìn về phía trước: Xu hướng UFO cho năm 2006) trong số ra Đặc biệt về UFO năm 2005 của tạp chí này, rồi được bình chọn là một trong 100 nhà nghiên cứu UFO hàng đầu của UFO học hiện nay. Cô còn xuất hiện qua tập phim UFO Hunters của kênh History và trong bộ phim tài liệu mang tên Fastwalkers - Mankind's most carefully guarded secret revealed! (Fastwalkers - Bí mật được bảo vệ cẩn thận nhất của loài người bị lộ!).

## Ảnh hưởng
Mục đích của NUFOC là tổ chức các hội nghị và cuộc họp thường kỳ hàng năm thảo luận về hiện tượng UFO và các vấn đề khác liên quan đến vấn đề này. Các địa điểm gặp gỡ của hội nghị này trải dài trên nhiều thành phố khác nhau ở nước Mỹ, cụ thể là ở Cleveland, Ohio, New York, Charleston, West Virginia, Atlanta, Georgia, San Francisco, Arizona, Miami, Florida và các khu vực lân cận.
Một trong những hoạt động khá nổi tiếng là hội nghị NUFOC lần thứ 38 mang tên The Congress of Scientific Ufists. Sự kiện này được tổ chức tại Austin, Texas vào ngày 14-16 tháng 9 năm 2001, với sự tham dự của các nhân vật quan trọng thuộc giới nghiên cứu UFO. Ngoài việc mời các tác giả và nhà điều tra nổi tiếng, hội nghị này còn thuyết trình những sự kiện mới nhất từ hiện tượng UFO và giới thiệu nhiều vụ chứng kiến UFO đặc biệt và kết quả nghiên cứu khác. Các hoạt động của sự kiện này tập trung vào sự cân bằng trong các cuộc gặp gỡ giữa các nhà điều tra và nhà trị liệu có kinh nghiệm nhằm thảo luận về các sự kiện UFO khác nhau xảy ra trong quá khứ. Một trong những chương trình nghị sự tại hội nghị còn trình chiếu các bộ phim về UFO.